# Lõupõllu
Lõupõllu – wieś w Estonii, w prowincji Saare, w gminie Torgu.